# 22 هـ
22 هـ هي سنة في التقويم الهجري امتدت مقابلةً في التقويم الميلادي بين سنتي 642 و643.

## أحداث
- حصار عمرو بن العاص لطرابلس الغرب.
- فتح أذربيجان، وقيل : سنة ثماني عشرة بعد فتح همذان
- فتح خراسان على يد الأحنف بن قيس التميمي
- فتح قزوين وزنجان
- فتح قومس وجرجان وطبرستان
- غزا معاوية بلاد الروم ودخلها في عشرة آلاف فارس من المسلمين.

## مواليد
- أبو سلمة بن عبد الرحمن بن عوف
- حميد بن عبد الرحمن بن عوف

## وفيات
- أبي بن كعب
- معضد بن يزيد الشيباني